# Casa da Torre (São João de Ver)

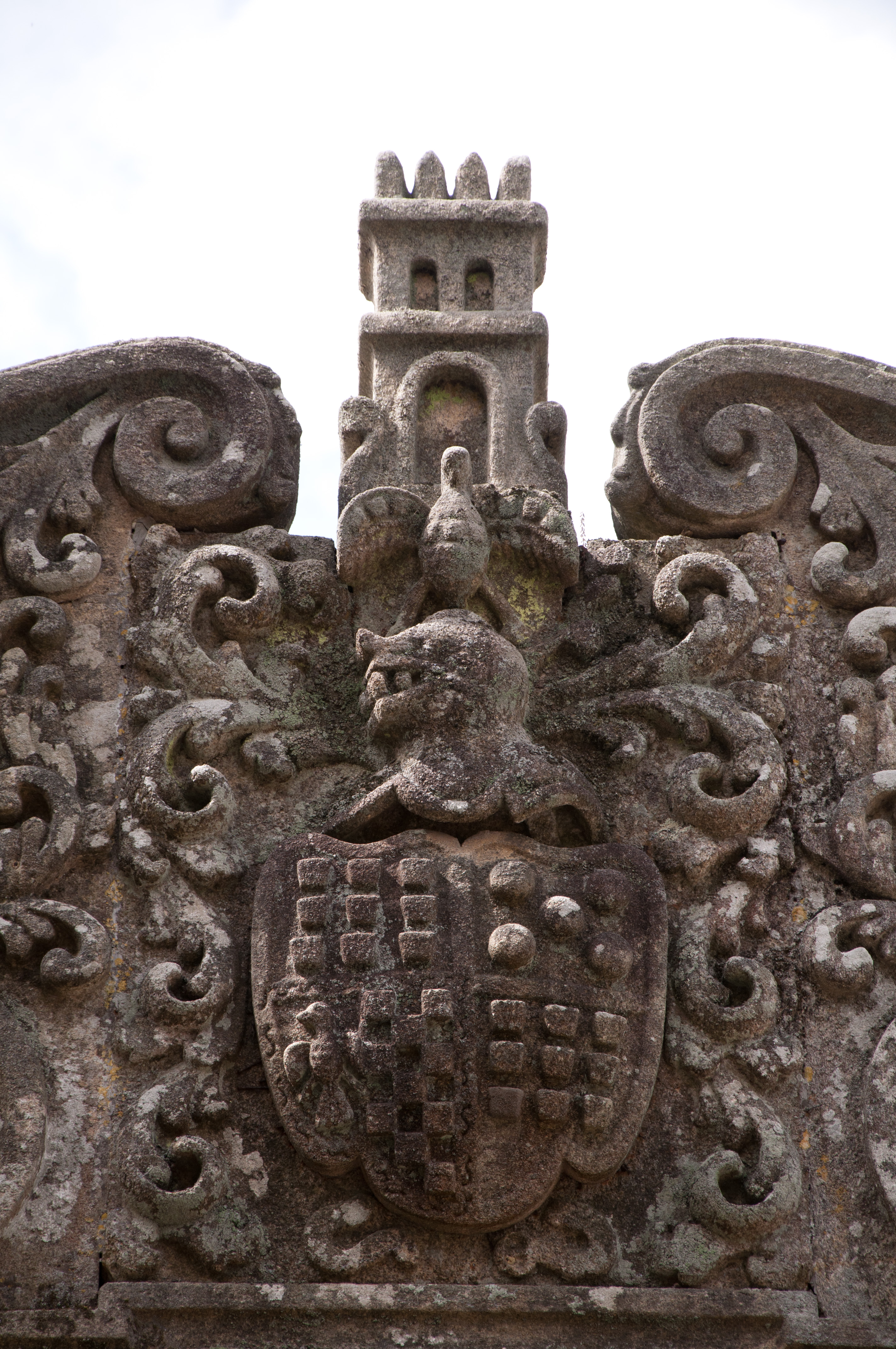
Pormenor da Casa da Torre, em São João de Ver.

A Casa da Torre, também referida como Quinta da Torre, é uma casa nobre localizada na freguesia de São João de Ver, no município de Santa Maria da Feira, distrito de Aveiro, em Portugal.
Foi construída no século XVIII e desde essa data que pertence à família Cunha Sampaio Maia, dos Condes de São João de Ver. 
A casa apresenta um fontanário da autoria de Nicolau Nasoni. 
Encontra-se classificada como Imóvel de Interesse Público desde 1977.